# 日本職棒
日本職業棒球（日语：日本プロ野球，常稱日本職棒或NPB），是日本的職業棒球賽事，1950年成立，由日本棒球機構管理。

## 前身
「日本職業棒球聯盟」成立於1936年，1939年改名為「日本棒球聯盟」，1944年底因為第二次世界大戰而停止活動，大戰結束後恢復聯盟運作；直到1949年底遭遇分裂危機，「日本棒球聯盟」宣告解散，單一聯盟時期也因此結束，進入兩聯盟並立的時期。

## 所屬球隊
- 中央聯盟（Central League）

| 球隊                                                         | 城市           | 球場                                                     | 容納人數 |
| ------------------------------------------------------------ | -------------- | -------------------------------------------------------- | -------- |
| 讀賣巨人 読売ジャイアンツ Yomiuri Giants                     | 東京都文京區   | 東京巨蛋                                                 | 46,000人 |
| 東京養樂多燕子 東京ヤクルトスワローズ Tokyo Yakult Swallows  | 東京都新宿區   | 明治神宮棒球場                                           | 30,969人 |
| 橫濱DeNA海灣之星 横浜DeNAベイスターズ Yokohama DeNA BayStars | 神奈川縣橫濱市 | 橫濱球場                                                 | 34,046人 |
| 中日龍 中日ドラゴンズ Chunichi Dragons                       | 愛知縣名古屋市 | 名古屋巨蛋 (バンテリンドーム ナゴヤ)                     | 36,370人 |
| 阪神虎 阪神タイガース Hanshin Tigers                         | 兵庫縣西宮市   | 阪神甲子園球場                                           | 43,508人 |
| 廣島東洋鯉魚 広島東洋カープ Hiroshima Toyo Carp              | 廣島縣廣島市   | 馬自達Zoom-Zoom廣島球場 (MAZDA Zoom-Zoom スタジアム広島) | 33,000人 |

- 太平洋聯盟（Pacific League）

| 球隊                                                                       | 城市           | 球場                                                 | 容納人數 |
| -------------------------------------------------------------------------- | -------------- | ---------------------------------------------------- | -------- |
| 北海道日本火腿鬥士 北海道日本ハムファイターズ Hokkaido Nippon-Ham Fighters | 北海道北廣島市 | ES CON FIELD HOKKAIDO (エスコン フィールド HOKKAIDO) | 35,000人 |
| 東北樂天金鷲 東北楽天ゴールデンイーグルス Tohoku Rakuten Golden Eagles     | 宮城縣仙台市   | 宮城球場 (楽天生命パーク宮城)                        | 30,508人 |
| 千葉羅德海洋 千葉ロッテマリーンズ Chiba Lotte Marines                      | 千葉縣千葉市   | 千葉海洋球場 (ZOZOマリンスタジアム)                  | 30,118人 |
| 埼玉西武獅 埼玉西武ライオンズ Saitama Seibu Lions                          | 埼玉縣所澤市   | 西武巨蛋 (メットライフドーム)                        | 31,552人 |
| 歐力士猛牛 オリックス・バファローズ ORIX Buffaloes                         | 大阪府大阪市   | 大阪巨蛋 (京セラドーム大阪)                          | 36,146人 |
| 福岡軟銀鷹 福岡ソフトバンクホークス Fukuoka SoftBank Hawks                 | 福岡縣福岡市   | 福岡巨蛋 (福岡PayPayドーム)                          | 40,000人 |

### 已解散球隊
中央聯盟
- 西日本海盜（日语：西日本パイレーツ） 1951年與西鐵快艇（今埼玉西武獅）合併。
- 松竹鴝（日语：松竹ロビンス） 1952年與大洋鯨（今橫濱DeNA海灣之星）合併。

太平洋聯盟
- 高橋結合（日语：高橋ユニオンズ）1956年與大映星隊合併，成為大映結合（日语：大映ユニオンズ），翌年與每日獵戶星（今千葉羅德海洋）合併。
- 大阪近鐵猛牛 2004年跟歐力士藍浪合併成歐力士猛牛。

### 二軍聯盟
東方聯盟
- 北海道日本火腿鬥士
- 東北樂天金鷲
- 千葉羅德海洋
- 讀賣巨人
- 東京養樂多燕子
- 埼玉西武獅
- 橫濱DeNA海灣星
- Oisix新潟天鵝之皇隊

西方聯盟
- 中日龍
- 阪神虎
- 歐力士水牛
- 廣島東洋鯉魚
- 福岡軟銀鷹
- 靜岡Kufu HAYATE冒險隊

## 海外例行賽
- 1940年首度前往滿洲國（現在的中國東北地區）進行海外例行賽，當時全聯盟九個職棒隊均有參加，在7～8月間進行夏季循環賽（包含練習賽與例行賽）。原本計畫1941年再舉行一次，但是受到戰爭的影響而停止。
- 1961年5月20日，在當時美軍佔領下的沖繩島奧武山棒球場進行西鐵獅隊（西武獅隊前身）V.S. 東映飛人隊（北海道日本火腿鬥士隊的前身）的比賽，為戰後首度的海外例行賽。
- 1962年6月13日～14日，阪急勇士隊（歐力士野牛隊前身）與大每獵戶星隊（千葉羅德海洋隊前身）前往沖繩島進行海外例行賽。
- 2002年5月14日～15日，在台灣的台北市立天母棒球場進行福岡大榮鷹隊（福岡軟體銀行鷹隊前身）V.S. 歐力士藍浪隊（歐力士野牛隊前身）的海外例行賽。
- 2014年為日本職棒創立80週年紀念，開幕對戰組合巨人對阪神原本有計畫要在美國舉辦，但因預算及其他理由而取消。

## 外籍球員的限制
- 從1953年開始實施外籍球員名額限制：

1953年～1993年：支配下選手登錄三名，一軍出場登錄二名。
1994年～1995年：支配下選手登錄三名，一軍出場登錄三名。
1996年～1997年：支配下選手登錄無限制，一軍出場登錄三名。
1998年～2001年：支配下選手登錄無限制，一軍出場登錄四名（投手二名，野手二名）。
2002年～：支配下選手登錄無限制，一軍出場登錄四名（投手與野手至少各一名）。
（註：支配下選手為一軍與二軍全體球員）
- 雖然不具日本國籍，但有以下情形者，視同日本籍球員：

1. 在日本居住五年以上，就讀日本的國中、高校、短大、專校三年以上在學者。
2. 在日本居住四年以上，就讀日本的大學四年以上在學者。
3. 在日本居住五年以上，參加社會人球隊登錄三年以上者。
4. 在日本職棒取得自由球員（FA）資格者，不得自行轉隊，但不視為外籍球員。

- 亞洲選手名額的導入：

日本職棒計畫於2006年導入「亞洲選手名額」，其實施的目的在於擴大亞洲各國棒球好手參加日本職棒的機會，打造日本職棒成為亞洲地區職棒界的龍頭。球團方面為了徵求球員工會的同意，提出以下三項條件，如果球員工會同意，則計劃於2006年實施新的FA制度作為交換條件。
1. 球員減薪時最大幅度為50%。
2. 一、二軍登錄名額減為65人，增設無最低年薪保障合約的三軍。
3. 增設亞洲選手名額。

但球員工會則提出不同要求：
1. 球員減薪時最大幅度為40%。
2. 一、二軍登錄名額應維持70人。
3. 若要導入亞洲選手名額，仍需符合目前洋將名額登錄限制。

因此，關於導入「亞洲選手名額」的時程，目前仍在研議階段，尚無確切的實施方式與實施時間。

## 亞洲職棒大賽
為了讓棒球運動更加國際化的發展，近年來亞洲各國不斷出現籌組亞洲職棒聯盟的構想：在原有的亞洲棒球錦標賽（兩年舉辦一次。由各國自行徵召球員組成代表隊參賽，不限職棒球員，但僅限本國籍球員參賽）之外，舉辦亞洲區域性的職棒比賽。日本自1936年成立職棒聯盟至今，已有70年歷史；南韓與台灣也分別於1982年與1990年成立職棒聯盟；中國大陸至今雖無正式的職棒聯盟，但亦自2002年開始舉辦中國棒球聯賽，也初具準職棒球隊雛型。
直到2005年3月22日，在日本棒球機構主導下，與韓國棒球委員會（南韓）、中華職業棒球大聯盟（台灣）以及中國棒球協會的代表，於東京帝國飯店共同召開記者會，宣佈將舉行第一屆亞洲職棒大賽，並成立執行委員會。會議中確認比賽的正式名稱為「Asia Series」，參賽隊伍為各國職棒聯盟的年度冠軍球隊。2009年首度停辦，導致2009、2010的冠軍球隊無法參加亞洲職棒大賽，在停辦兩年後，2011年亞洲職棒大賽首度移師台灣舉行，2012年亞洲職棒大賽首度移師南韓舉行，2013年亞洲職棒大賽再度移師台灣舉行，2014年度再度停辦。

## 比賽場數
1949年以前為單一聯盟時代，1950年起正式分成中央聯盟和太平洋聯盟。
| 西元年份 | 單一聯盟時代                                                                 |
| -------- | ---------------------------------------------------------------------------- |
| 1936春   | 阪急和參議員10場 金鯱5場 其餘9場                                             |
| 1936夏   | 至少9場                                                                      |
| 1936秋   | 至少30場                                                                     |
| 1937春   | 56場                                                                         |
| 1937秋   | 巨人和參議員48場 其餘49場                                                    |
| 1938春   | 35場                                                                         |
| 1938秋   | 40場                                                                         |
| 1939     | 96場                                                                         |
| 1940     | 104場                                                                        |
| 1941     | 大洋87場 巨人86場 阪急黑鷲朝日85場 南海阪神名古屋84場                        |
| 1942     | 105場                                                                        |
| 1943     | 84場                                                                         |
| 1944     | 35場                                                                         |
| 1945     | 此年由於二戰日本戰情惡化及球員大多戰死或出征導致比賽人數嚴重不足之故停辦一年 |
| 1946     | 105場                                                                        |
| 1947     | 119場                                                                        |
| 1948     | 140場                                                                        |
| 1949     | 東急138場 中日大阪137場 阪急136場 南海135場 巨人大映134場 大陽133場          |

| 西元年份  | 中央聯盟                                                               | 太平洋聯盟                                                          |
| --------- | ---------------------------------------------------------------------- | ------------------------------------------------------------------- |
| 1950      | 巨人大阪大洋140場 國鐵廣島138場 松竹中日137場 西日本136場              | 120場                                                               |
| 1951      | 大阪116場 松竹115場 巨人114場 名古屋113場 大洋108場 國鐵107場 廣島99場 | 每日110場 西鐵105場 南海104場 東急102場 大映101場 近鐵98場 阪急96場 |
| 1952      | 120場                                                                  | 南海大映121場 每日西鐵120場 阪急東急118場                           |
| 1953      | 巨人國鐵125場 其餘130場                                                | 120場                                                               |
| 1954      | 130場                                                                  | 140場                                                               |
| 1955      | 130場                                                                  | 西鐵144場 南海東映143場 每日阪急近鐵142場 大映Tombow141場           |
| 1956      | 130場                                                                  | 154場                                                               |
| 1957      | 130場                                                                  | 西鐵137場 其餘132場                                                 |
| 1958      | 130場                                                                  | 130場                                                               |
| 1959      | 130場                                                                  | 西鐵144場 南海阪急134場 每日136場 東映135場 近鐵133場               |
| 1960      | 130場                                                                  | 南海西鐵阪急136場 每日133場 東映132場 近鐵131場                     |
| 1961      | 130場                                                                  | 140場                                                               |
| 1962      | 阪神中日133場 其餘134場                                                | 西鐵136場 東映南海133場 每日132場 阪急近鐵131場                     |
| 1963      | 140場                                                                  | 150場                                                               |
| 1964      | 140場                                                                  | 150場                                                               |
| 1965      | 140場                                                                  | 140場                                                               |
| 1966~96   | 130場                                                                  | 130場                                                               |
| 1997      | 養樂多137場 阪神中日136場 橫濱廣島巨人135場                            | 羅德137場 其餘135場                                                 |
| 1998      | 橫濱中日136場 其餘135場                                                | 135場                                                               |
| 1999      | 135場                                                                  | 135場                                                               |
| 2000      | 巨人中日136場 其餘135場                                                | 135場                                                               |
| 2001~2003 | 140場                                                                  | 140場                                                               |
| 2004      | 138場                                                                  | 133場                                                               |
| 2005~06   | 146場                                                                  | 136場                                                               |
| 2007~2014 | 144場                                                                  | 144場                                                               |
| 2015~2019 | 143場                                                                  | 143場                                                               |
| 2020      | 120場 因嚴重特殊傳染性肺炎令場次減少，取消交流戰                       | 120場 因嚴重特殊傳染性肺炎令場次減少，取消交流戰                    |
| 2021~     | 143場                                                                  | 143場                                                               |

## 機構簡介

### 主要業務
- 主辦日本職棒總冠軍系列賽及明星賽。（協約第八條第六項）
- 日本職棒組織及其委員的經費負擔。（協約第十二條）

### 歷任委員
- 第1任　福井盛太（1951･4～1954･4）
- 第2任　井上登　（1956･1～1962･1）
- 第3任　内村祐之（1962･5～1965･4）
- 第4任　宮澤俊義（1965･8～1971･3）
- 第5任　大濱信泉（1971･5～1976･2）
- 第6任　金子銳　（1976･7～1979･2）
- 第7任　下田武三（1979･4～1985･3）
- 第8任　竹内壽平（1986･5～1988･6）
- 第9任　吉國一郎（1989･3～1998･3）
- 第10任　川島廣守（1998･3～2004･1）
- 第11任　根來泰周（2004･2～2008.6）
- 第12任　加藤良三（2008･7～2013.10）
- 第13任　熊崎勝彦（2014.1～　迄今）

註：日本棒球聯盟時代，正力松太郎於1949年也曾經擔任委員職務。

### 機構特色
- 歷代委員以法律專家、政治人物、財經界人士居多，到目前為止並無棒球愛好者或棒球界出身的人擔任。
- 日本棒球機構成立後，把職棒球團名稱中有「軍」字的稱呼去掉。例如：把「巨人軍」改為「巨人隊」。

## 二軍與其他組織

### 職棒二軍
- 以下為日本職棒球團二軍球隊名稱：

東方聯盟
北海道日本火腿鬥士
東北樂天金鷲
千葉羅德海洋
埼玉西武獅
讀賣巨人
東京養樂多燕子
橫濱DeNA海灣之星
西方聯盟
中日龍
阪神虎
廣島東洋鯉魚
歐力士野牛
福岡軟銀鷹

## 外部連結
- 日本職棒在台灣棒球維基館上的頁面（繁體中文）
- （日語）日本棒球機構官方網站 （页面存档备份，存于）
- （日語）日本職棒公式記錄
- （日語）日本職業棒球協約（2004年版）（PDF文件）